# La Purísima (Michoacán)
La Purísima, también llamada Tenencia Lázaro Cárdenas, es una localidad del municipio de Álvaro Obregón, en el estado de Michoacán, México.

## Datos básicos
A pesar de ser un pueblo con gran cantidad de población migrante, cuenta con una economía muy estable. Tiene una población aproximada de 2.500 habitantes.

## Contexto geográfico
Su localización geográfica ofrece un clima excelente para vacacionar en cualquier fecha del año. Cuenta con una gran diversidad de especies animales y una extensa variedad de flora. 

## Arqueología
Ofrece a sus visitantes un antiguo casco hacendario del siglo XIX, y vestigios de poblaciones ancestrales, como lo son cerámicas, hornamentaciones y objetos de obsidiana que eran empleados cotidianamente por los antiguos pobladores.